# Темп (аэродром)
Темп (Остров Котельный) — грунтовый военный аэродром на западной оконечности острова Котельный в архипелаге Новосибирские острова. Предназначен для обеспечения жизнедеятельности военного городка «Северный клевер».

## История
Темп — первоначально полярная станция, затем аэропорт Министерства гражданской авиации СССР на западной оконечности острова Котельный (Новосибирские острова) в заливе Стахановцев Арктики на галечной косе, отделяющей залив от лагуны Пшеницына; с северной стороны между коренным берегом и косой имеется проран, через который происходит сток вод реки Пшеницына и нескольких более мелких водотоков, которые впадают в лагуну. Основан в 1949 году.
В 1950-х годах южнее Темпа располагалась промыслово-охотничья станция Киенг-Ураса, в составе которой имелось 5 строений; к северу от станции Темп, у северной оконечности бухты Темп, располагалась промыслово-охотничья станция Бысах-Карга.
В 1960-х годах возле станции Темп на коренном берегу к северу от окончания косы был установлен радиолокатор ПВО, который обслуживала рота солдат. В 1970-е станция использовалась как сейсмологическая станция. В послевоенные годы связь с большой землей (пункт Тикси) поддерживали самолеты Ли-2. Станция состояла из двух бревенчатых бараков, гаража и палаток. В 1993 году станция была законсервирована (заброшена). В начале XXI века в условиях обострения международной конкуренции за арктические ресурсы правительство России приняло решение о восстановлении станции.
С 29 октября 2013 года станция превратилась в стратегический пункт российского присутствия в Арктике, в перспективе способный принимать самолеты класса Ан-24, Ан-26, Ан-72, а также вертолёты армейской авиации. Взлетно-посадочная полоса аэродрома расположена на галечной косе, отделяющей залив Стахановцев Арктики от лагуны Пшеницина. Функционирование аэродрома обеспечивает авиационная комендатура 99 тактической группы (арктической) Северного флота.
В ночь с 13 на 14 марта 2014 года на остров вблизи аэродрома в ходе учений была совершена высадка парашютно-десантного батальона 98-й воздушно-десантной дивизии численностью в 350 человек вместе с грузами и военной техникой. Личный состав десантировался с применением управляемых парашютных систем спецназначения «Арбалет». После десантирования солдаты в течение 40 минут «захватили» аэродром. Такие учения в российской Арктике проводились впервые.
На аэродроме проводятся работы по модернизации ВПП и оборудованию расположенной рядом с ним военной базы «Северный Клевер».